# آلوار نونز کابزا د واکا
آلوار نونز کابِزا دِ واکا (Álvar Núñez Cabeza de Vaca) (حدود ۱۴۸۸/۱۴۹۰/۱۴۹۲‏ تا حدود ۱۵۵۷/۱۵۵۸/۱۵۵۹‏‏/۱۵۶۰‏ میلادی)، کاوشگر دنیای جدید و یکی از چهار نفر نجات‌یافته هیئت اعزامی نارویز در سال ۱۵۲۷ بود. در طول هشت سال سفر در منطقه‌ای که اکنون شمال غرب ایالات متحده نام دارد، به تجارت و درمان‌گری ایمانی بسیاری از قبایل بومیان آمریکا قبل از الحاق به تمدن اسپانیایی در مکزیک در سال ۱۵۳۶ اشتغال داشت. کابِزا دِ واکا گاهی اوقات به دلیل گزارش‌های دقیقش از بسیاری از قبایل بومیان آمریکا که با آن‌ها مواجه شده بود، به‌عنوان یک انسان‌شناس اولیه شناخته شد.
در سال ۱۵۴۰، کابِزا دِ واکا به‌عنوان adelantado در پاراگوئه فعلی منصوب شد، جاییکه وی فرماندار و کاپیتان ژنرال اندلس جدید بود. او تلاش کرد تا جامعه بوئنوس آیرس را بسازد، ولی به دلیل مدیریت ناکارآمد، در سال ۱۵۴۴ دستگیر شد و سپس برای دادگاه در سال ۱۵۴۵ به اسپانیا تبعید شد. اگرچه در نهایت مجازات او تخفیف یافت، اما هرگز نتوانست به قاره آمریکا بازگردد. او در سویل درگذشت. وی داستان جولیانای هند را در گزارش‌های خود بیان کرد.

## اوایل زندگی و خانواده
آلوار نونز کابِزا دِ واکا در حدود سال ۱۴۹۰ در شهر کاستیلی خرز د لا فرونترای کادیز متولد شد. پدر او فرانسیسکو دِ ورا یک هیدالگو (hidalgo) بود، رتبه‌ای از اشراف اقلیت اسپانیایی را با خود داشت. مادر او ترزا کابِزا دِ واکا، اگرچه از خانواده‌ای هیدالگویی بود، ولی نام او را از روی نام پدربزرگ مادری وی، آلوار نونز کابِزا دِ واکا نام‌گذاری کردند، اما این پدربزرگ وی بود که عمیق‌ترین تأثیر را روی او گذاشت که پدرو دِ ورا نام داشت.
پدرو دِ ورا یک متخصص نبرد در خشکی و دریا توصیف شده‌است. او شورشی‌ها را در مقابل مورها (Moors) در آفریقای شمالی در سال ۱۴۸۳ رهبری کرد و در نبرد گرن کاناریا (Grand Canaria) یکی از جزایر بزرگ قناری نیز پیروز شد. او به‌عنوان فرماندار نظامی جزیره منصوب شد و از این جایگاه برای دستگیری بومیان جزیره قناری (Guanches) و فروش آنها به‌عنوان برده در اسپانیا استفاده نمود. زمانی که بومیان جزیره همسایه یعنی گومرا شورش کردند، او به طرز وحشیانه‌ای شورش را سرکوب کرد و مردان بالای پانزده سال را کشت و زنان و کودکان را به بردگی گرفت و فروخت. او به دلیل اقداماتش، شدیداً محکوم شد و در سال ۱۴۹۰ به کاستیل فراخوانده شد. کابِزا دِ واکا می‌توانست در مورد این سوءاستفاده‌ها در زمان بزرگ شدنش چیزهایی شنیده باشد. سال‌ها بعد او به‌افتخار پدربزرگش نام استانی در آمریکای جنوبی را به نام ورا نامید.
پدر و پدربزرگ کابِزا دِ واکا در حدود سال ۱۵۰۶ از دنیا رفتند و مادر وی نیز در سال ۱۵۰۹ درگذشت، او دارایی متوسطی را برای هفت فرزند خود به‌جای گذاشت. خواهر و برادران جوانش برای ادامه زندگی نزد عمویشان رفتند ولی آلوار پیش از این در سال ۱۵۰۳ به استخدام خوان آلفونسو پرز د گوزمان، سومین دوک مدینه سیدونیا (Medina Sidonia) درآمده بود. خانه مدینه سیدونیا یکی از قدرتمندترین افراد در کاستیل و یک نیروی مسلط در سویا، مرکز تجاری امپراتوری روبه رشد اسپانیا در خارج از کشور بود. کابِزا دِ واکا به‌عنوان پیک و پیش‌خدمت برای دوک خدمت کرد. در سال ۱۵۱۱ او به ایتالیا سفر کرد تا بر علیه فرانسه در جنگ‌های ایتالیا بجنگد. در فوریه سال ۱۵۱۲ در نبرد راونا که اسپانیا در طی آن شکست سختی را متحمل شد، مجروح شد. او بعدها به‌عنوان پرچمدار سلطنتی در گائتا (Gaeta) در نزدیکی ناپل خدمت کرد.
در ۱۵۱۳ به اسپانیا برگشت و در رکاب مدینه سیدونیا خدمت کرد. در مقطعی با ماریا مارمولیخو، عضو یک خانواده کانورسو برجسته در سویا ازدواج کرد.. هنگامی که شورش کومونروها بر ضد پادشاه اسپانیا، چارلز پنجم در سال ۱۵۲۰ شکست خورد، به نمایندگی از تاج در کنار دوک جنگید. هنگامی که کومونروها تلاش ناموفقی برای به دست گرفتن کنترل سویا در سپتامبر انجام دادند، دوک او را مسئول دفاع از یکی از دروازه‌های شهر کرد. در دسامبر برای آزادسازی شهر توردسیلاس جنگید و در ۲۳ آوریل ۱۵۲۱ در شکست کومرونوس در نبرد ویالار شرکت داشت. بعدها در ۱۵۲۱ هنگامی که شاه فرانسه فرانسیس اول، به ناواره هجوم برد، کابِزا دِ واکا بر ضد آن‌ها در نبرد Puente de la Reina جنگید.
در ۱۵۲۷، کابِزا دِ واکا در دادگاه سلطنتی والادولید حضور پیدا کرد و حکمی به‌عنوان خزانه‌دار سلطنتی برای سفری به رهبری فاتح پانفیلو د نارواز برای کاوش و فتح لا فلوریدا (La Florida)، بخشی از آمریکای شمالی که تقریباً شامل جنوب شرقی ایالات متحده آمریکای امروزی است دریافت کرد. دلایل انتخاب او برای این منصب مشخص نیست، اما سابقه خدمت سربازی وفادارانه او به تاج، مسلماً یک دلیل مهم برای این انتخاب بود. او همچنین یک خویشاوند به نام لوئیس کابزا دِ واکا داشت که در شورای‌عالی هند خدمت می‌کرد.

## کامنتاریوس
در ۱۵۵۵، پس از چهار سال کار در ریو دِ لا پلاتا (Rio de la Plata)، کابِزا دِ واکا برای ثبت در تاریخ، وقایع‌نگاری خود در آمریکای جنوبی را نوشت. او باورداشت که منشی او در آن زمان، پرو هرناندز، روایت کابِزا دِ واکا را در قالب نظرات رونویسی کرد. Commentarios یا نظرات در La relación به‌عنوان یک نشریه اشتراکی در وایادولید اسپانیا با عنوان: Naufragios منتشر شد.

### نسخه‌های بعدی
در ۱۹۰۶، Naufragios نسخه جدیدش را در مادرید اسپانیا منتشر کرد. مقدمه این نسخه نوشته بود که هدف آن‌ها از انتشار این نسخه انتشار مشاهدات و تجربیات کابِزا دِ واکا برای تقویت ارائه‌های معتبر وی بود؛ یعنی باهدف از به‌تصویر کشیدن کابِزا دِ واکا به‌عنوان فردی کمتر تهاجمی انتشار یافت، درحالی‌که سعی می‌کرد نقش وی را به‌عنوان یک ناظر دلسوز بومیان نشان دهد.

## جایگاه وی در ادبیات چیکانو
هررا (2011) La Relacion اثر کابِزا دِ واکا را به‌عنوان اولین اثر برجسته در ادبیات چیکانو طبقه‌بندی می‌کند. محققان پنج دوره اصلی ادبیات چیکانو را شناسایی و طبقه‌بندی کرده‌اند: اسپانیایی مکزیکی، مکزیکی آمریکایی، الحاق، رنسانس چیکانو و مدرن. کابِزا دِ واکا به‌عنوان جزئی از دوره اسپانیایی مکزیکی طبقه‌بندی می‌شود؛ او هشت سال سفر و بقا در حوزه فرهنگ چیکانو را در اثر خود بازگو کرد: تگزاس امروزی، نیومکزیکو و شمال مکزیک. گزارش او اولین توصیف مکتوب شناخته شده جنوب غربی آمریکا محسوب می‌شود.

## کتابشناسی
- Adorno, Rolena and Pautz, Patrick Charles. Alvar Nunez Cabeza De Vaca: His Account, His Life and the Expedition of Panfilo De Narvaez، 3 volumes, in English; University of Nebraska Press, Lincoln, London (1999) ; hardcover; ISBN 978-0803214637
- Campbell, T. (1981). "Historic Indian Groups of the Choke Canyon Reservoir and Surrounding Area, Southern Texas". Index of Texas Archaeology: Open Access Gray Literature from the Lone Star State. 1981 (1): Article 24. doi:10.21112/ita.1981.1.24. ISSN 2475-9333.
- Chipman, Donald E. (1987). "In Search of Cabeza de Vaca's Route across Texas: An Historiographical Survey". The Southwestern Historical Quarterly. 91 (2): 127–148. ISSN 0038-478X. JSTOR 30240015.
- Chipman, Donald E. (2010). "Cabeza de Vaca، Álvar Núñez". TSHA Handbook of Texas Online. Texas State Historical Association.
- Hoffman, Paul E. (1994). "Narvaez and Cabeza de Vaca in Florida".  In Hudson, Charles; Tesser, Carmen Chavez (eds.). The Forgotten Centuries, Indians and Europeans in the American South، 1521-1704. Athens & London: University of Georgia Press. pp. 50–73. ISBN 978-0-8203-1654-3.
- Howard, David A. (1996). Conquistador in Chains: Cabeza de Vaca and the Indians of the Americas. Tuscaloosa: University of Alabama Press. ISBN 978-0-8173-0828-5.
- Krieger, Alex D. We Came Naked and Barefoot: The Journey of Cabeza de Vaca across North America. Austin: University of Texas Press، 2002. ISBN 978-0-292-74235-2.
- Long, Haniel. Interlinear to Cabeza de Vaca (1936)، a fictionalized account of Cabeza de Vaca's journey
- Reséndez, Andrés. A Land So Strange: The Epic Journey of Cabeza de Vaca, Basic Books, Perseus، 2007. ISBN 0-465-06840-5
- Schneider, Paul. Brutal Journey, Cabeza de Vaca and the Epic First Crossing of North America, New York: Henry Holt، 2007. ISBN 0-8050-8320-0
- Udall, Stewart L. Majestic Journey: Coronado's Inland Empire, Museum of New Mexico Press، 1995. ISBN 0-89013-285-2
- Varnum, Robin. Álvar Núñez Cabeza de Vaca: American Trailblazer. Norman, OK: University of Oklahoma Press، 2014.
- Wild, Peter (1991). Álvar Núñez Cabeza de Vaca. Boise, ID: Boise State University، 1991. ISBN 978-0884301004 اُسی‌ال‌سی ۲۴۵۱۵۹۵۱ و ۶۵۶۳۱۴۳۷۹ (print and on-line)

### اسپانیایی
- Adorno, Rolena and Pautz, Patrick Charles; Alvaro Núñez Cabeza de Vaca: sus logros, su vida y la expedición de Pánfilo de Narváez، 3 volumes, in Spanish; University of Nebraska Press, Lincoln, London (۱۵ سپتامبر ۱۹۹۹) ; hardcover; 1317 pages; ISBN 978-0803214545
- Caba, Rubén; Gómez-Lucena, Eloísa (2008). La odisea de Cabeza de Vaca: Tras los pasos de Álvar Núñez por tierras americanas [The Odyssey of Cabeza de Vaca: on the footsteps of Álvar Núñez on American lands (historical essay)]. Terra Incógnita (به اسپانیایی). Barcelona: Edhasa. ISBN 9788435039864.
- Caba, Rubén; Gómez-Lucena, Eloísa (October 2008). "Cabeza de Vaca: El Ulises del Nuevo Mundo" [Cabeza de Vaca: the Ulysses of the New World]. Clío Historia (به اسپانیایی) (84): 72–79. ISSN 1579-3532.
- Jauregui, Carlos; "Cabeza de Vaca, Mala Cosa y las vicisitudes de la extrañeza." Revista de Estudios Hispánicos XLVIII: 3 (2014): 421–447.
- Maura, Juan Francisco, ed. (July 2007). "Carta de Luis Ramírez a su padre desde el Brasil (1528)" (PDF). Lemir. Parnaseo (به اسپانیایی). University of Valencia: AJKDAS, LKJFL, KFHODHSUHYJ. ISSN 1579-735X. Retrieved 14 April 2010.
- Maura, Juan Francisco (July 2011). "Alvar Núñez Cabeza de Vaca: el gran burlador de América, Second Edition corrected and augmented" (PDF). Lemir. Parnaseo (به اسپانیایی). University of Valencia. ISSN 1579-735X. Retrieved 7 July 2011.
- Maura, Juan Francisco (October 2008). "Alvar Núñez Cabeza de Vaca: el gran burlador de América" (PDF). Lemir. Parnaseo (به اسپانیایی). University of Valencia. ISSN 1579-735X. Retrieved 14 April 2010.
- Maura, Juan Francisco. (اکتبر ۲۰۱۳). “El libro 50 de la Historia General y Natural de las Indias ("Infortunios y Naufragios" ) de Gonzalo Fernández de Oviedo (1535) : ¿génesis e inspiración de algunos episodios de Naufragios de Alvar Núñez Cabeza de Vaca (1542) ?” Lemir 17، 87-100. University of Valencia

### ایتالیایی
- Giovan Battista Ramusio: Delle navigationi et viaggi Terzo volume , pp. 310–330 – "Relatione che fece Alvaro Nunez detto Capo di vacca" – Venetia، 1565 (1606 edition)